# Hermann Lietz
Hermann Lietz (* 28. April 1868 in Dumgenevitz, Kreis Rügen; † 12. Juni 1919 in Haubinda in Thüringen) war ein deutscher Reformpädagoge und Gründer der Landerziehungsheime (D.L.E.H.) in Deutschland.

## Leben
Hermann Lietz war das Kind eines Landwirtes. Der Umgang mit den Tieren und der Natur haben ihn nachhaltig geprägt. Zur Schule ging er auf Gymnasien in Greifswald und Stralsund in seiner pommerschen Heimat. 1911 heiratete er Jutta von Petersenn, die Tochter der Leiterin eines seiner Landerziehungsheime, Bertha von Petersenn (1862–1910). Aus dieser Ehe gingen drei Kinder hervor.

### Ausbildung
1888 nahm Lietz das Studium der Theologie, Philosophie, Geschichte und Germanistik an der Universität Halle-Wittenberg auf, führte dieses 1891 mit seiner Promotion bei Rudolf Eucken mit einer Arbeit zum Thema: „Die Probleme im Begriff der Gesellschaft bei Auguste Comte im Gesamtzusammenhang seines Systems“ zu Ende, um dann 1892 sein Theologisches Examen und die Staatsprüfung für das höhere Lehramt in Philosophie, Deutsch, Religion und Hebräisch abzuschließen. Euckens Philosophie verband er mit Strömungen eines liberalen und sozial-engagierten Protestantismus zu einer eigenen Form praktischer Pädagogik. Während seines Studiums, u. a. im pädagogischen Universitätsseminar von Wilhelm Rein und Unterricht an dessen Übungsschule sowie einer Lizentiatenprüfung der Theologie, setzte er sich auch mit dem Antisemiten Paul de Lagarde auseinander.

### Lehrer und Gründer

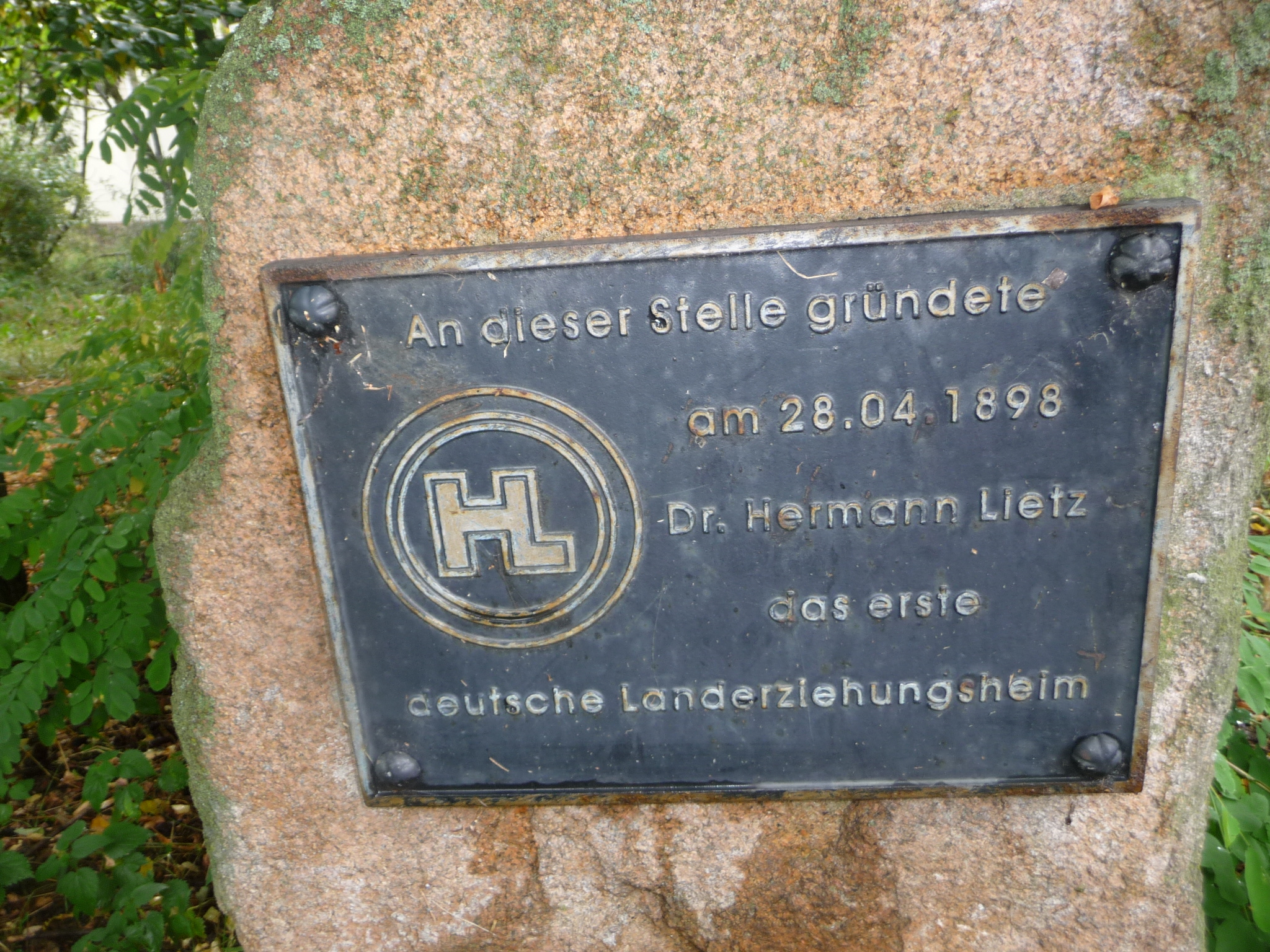
Gedenkstein bei Ilsenburg

Seit 1892 bei Rein in Jena als Lehrer tätig, fand er seine erste Anstellung 1895 in Krieger’s Progymnasium in Kötzschenbroda. Lietz befasste sich zunehmend mit der Idee der Reformpädagogik, die durch einen Aufenthalt bei Cecil Reddie in Abbotsholme/England 1896/97 reifte. Das Anagramm „Emlohstobba“ wurde 1897 der Titel eines seiner grundlegenden Werke. Daraus folgten, jeweils zu seinem Geburtstag, 1898 die Gründungen der Landerziehungsheime Pulvermühle in Ilsenburg (Harz) mit dem Leiter Gustav Wyneken, 1900 des Landerziehungsheims für Mädchen in Stolpe am Wannsee (1904 verlegt nach Gaienhofen am Bodensee) unter Leitung seiner späteren Schwiegermutter Bertha von Petersenn, 1901 die Hermann-Lietz-Schule Haubinda in Thüringen, geleitet von Paul Geheeb, und in Langenbieber in Hessen 1904 die Hermann-Lietz-Schule Schloss Bieberstein, ab 1906 unter Leitung von Ludwig Wunder. Neben den Leitungen der Einzelschulen behielt sich Lietz die Oberleitung aller Heime vor. Alfred Andreesen übernahm, Lietz Wunsch entsprechend, nach seinem Tod die Oberleitung.

### Sozialer Ausgleich
Lietz sah seine Schulgründungen als einen Beitrag zur Sozialreform und zum sozialen Ausgleich. Dabei sollte Kindern nicht-privilegierter Herkunft die Möglichkeit individueller Persönlichkeitsbildung eröffnet werden. Dieses Ziel sah er in der Stadt nicht möglich. Nur auf dem Lande, in natürlicher und gesunder Umgebung sah er die Umsetzung seiner erzieherischen Vorstellungen zu verwirklichen. Wegen der Zusammensetzung der Schülerschaft in den ersten Jahren wurde das Ziel nur unzureichend erreicht. 1914 entschloss er sich deshalb zur Gründung eines Landwaisenheimes Grovesmühle (L.W.H.) in Veckenstedt unter Leitung von Theo Zollmann. Weitere DLEH-Schulen wurden von seinen Nachfolgern im Schloss Ettersburg (1923), im Schloss Buchenau (1924), auf Spiekeroog (Hermann Lietz-Schule Spiekeroog) in der Nordsee (1928) sowie in Hohenwehrda (Hermann-Lietz-Schule Schloss Hohenwehrda) (1941) errichtet.

### Stiftung
Seit 1911 verfolgte Lietz auch das Ziel, seine Heime in eine Stiftung zu überführen. Dieses Vorhaben konnte jedoch erst 1920 nach seinem Tod realisiert werden. Die Stiftung ist heute Träger von drei (Haubinda, Bieberstein, Hohenwehrda) der vier existierenden Lietz-Heime. Das Heim auf Spiekeroog nimmt eine eigenständige Stellung ein. Die Schulen sind heute Reformschulen mit ganzheitlicher Bildung, in denen die von Lietz intendierte Mischung unterschiedlicher sozialer Herkunft realisiert ist. Lietz war ein Verfechter der getrennt-geschlechtlichen Erziehung, jedoch wurden die von ihm gegründeten Heime als staatlich anerkannte Ersatzschulen später koedukativ.

## Zeitgenössische Haltung
Geprägt durch seinen religiösen Protestantismus, war Hermann Lietz – im zeitgenössischen Sinne – ein kaiserlicher Nationalist und starker Befürworter des Ersten Weltkriegs. So trat er schon im Oktober 1914 freiwillig in ein Infanterie-Regiment in Meiningen ein und forderte die Schüler der Oberstufe in Bieberstein auf, ihm zu folgen. Bieberstein wurde deshalb geschlossen, die verbleibenden, nicht wehrfähigen Schüler nach Haubinda verlegt. Er betrachtete die realen gesellschaftlichen Entwicklungen kulturkritisch. Zur Sozialdemokratie hatte er ein gespaltenes Verhältnis. So ließ er nach dem Tod Rosa Luxemburgs 1919 auf seinen Heimen die Flaggen hissen. Überliefert sind auch Ansprachen zur Deutung des Ersten Weltkrieges, die eine zustimmende Begeisterung für das Kriegsgeschehen dokumentieren. Sein Verhältnis zu Juden ist bis heute umstritten. Lietz unterschied im Judentum (wie auch in der Sozialdemokratie) idealistische und materialistische Strömungen. Mit der „idealistischen Richtung“, die er in den alttestamentlichen Propheten repräsentiert sah, fühlte er sich verbunden. Gegen die „materialistische Richtung“ formulierte er massive Abgrenzungen, die heute die Grundlage für den Antisemitismus-Vorwurf liefern. So warnte er mit Blick auf die materialistische Ausrichtung vor einer „jüdischen Gefahr“. Nachdem Lietz anfänglich auch Kinder jüdischer Herkunft in seine Heime aufgenommen hatte, führte er nach der Sezession von Theodor Lessing, Paul Geheeb und Martin Luserke in Haubinda („Haubindaer Judenkrach“) 1903 eine Kategorie des „deutsch-germanischen“ als Aufnahmekriterium ein. Zu seinen Schülerinnen zählte auch Johanna Haarer, eine spätere Funktionärin der Schwarzen Pädagogik im Nationalsozialismus und Autorin von Erziehungsratgebern der frühen Bundesrepublik Deutschland, die sich explizit auf ihre Schulzeit in den Lietz-Heimen berief.

## Vorstellungen zur Erziehung

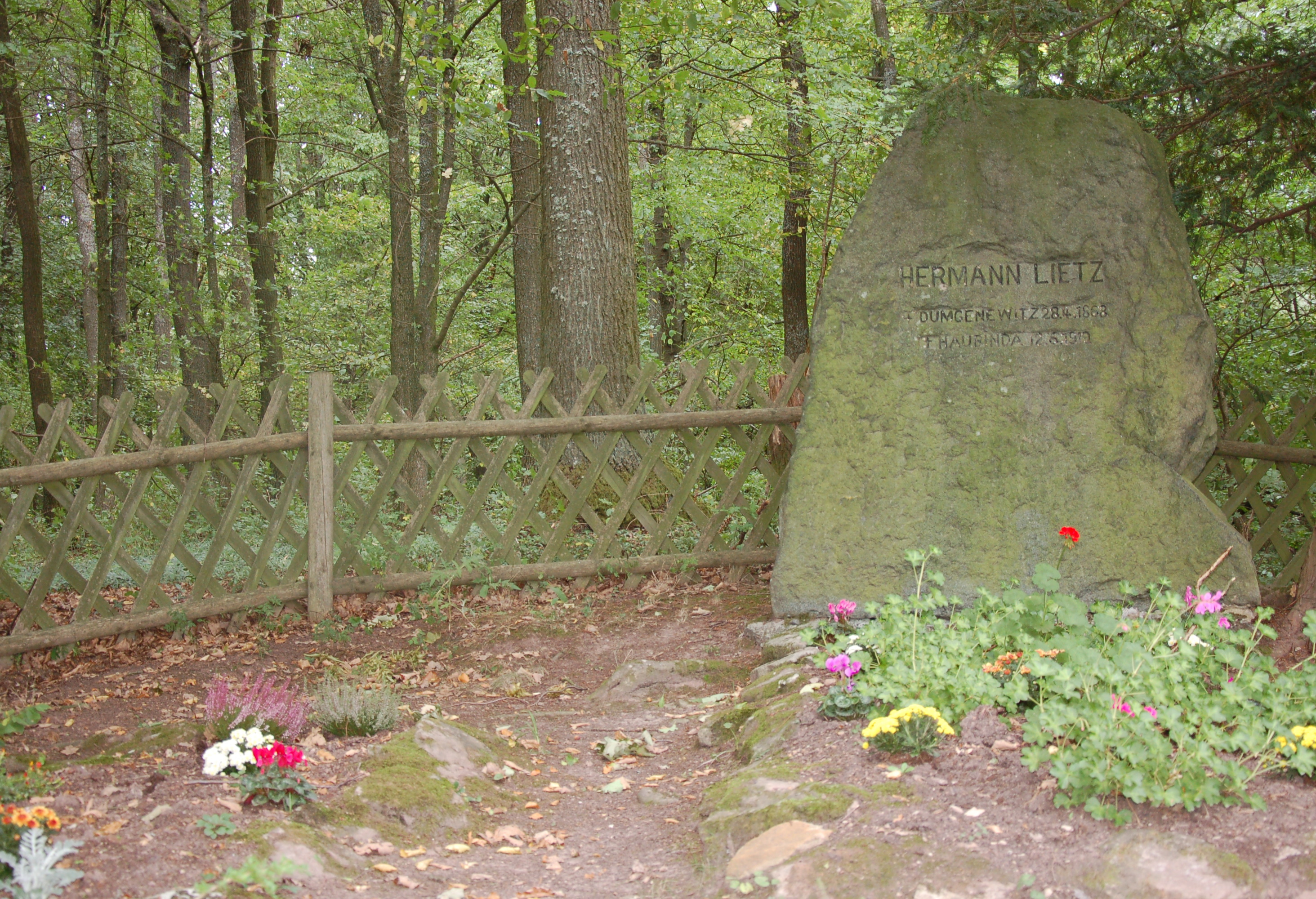
Grab von Hermann Lietz in Haubinda

Ausgehend von seiner eigenen Biographie und angeregt zu Veränderungen der Pädagogik durch andere Theoretiker und Praktiker der Reformpädagogik vor ihm und zu seiner Zeit, widmet sich Hermann Lietz der Reform der zeitgenössischen Pädagogik. Die Paukschule und die drillartige Erziehung in grauen Städten mit ihren schädlichen Verführungen stehen im Zentrum seiner Kritik. Er möchte eine Verbindung von gutem Unterricht durch fähige und sowohl begeisterte als auch begeisternde Lehrer und einer Erziehung seiner Zöglinge zu guten Menschen in einer natürlichen und gesunden Umgebung. Dies sieht er verwirklicht in einer Einheitsschule auf dem Lande, in seinen Landerziehungsheimen. Jedes einzelne Kind soll in seinen Möglichkeiten und Fähigkeiten entwickelt und gefördert werden. Dabei war er kein Befürworter der Koedukation. Hermann Lietz wendet sich im Wesentlichen gegen jede Art von formalem Berechtigungswesen, d. h. einer formalistischen Notengebung im Unterricht, da dies dem jeweils individuellen Weg, Ziel und Ergebnis des Kindes widerspricht. Nach seinen Erziehungsprinzipien soll jedes Kind, unabhängig von der Situation des Elternhauses, eine sittlich-religiöse Charakterbildung erfahren. Inwiefern Lietz seine eigenen Vorstellungen auch umgesetzt hat, zweifelt zumindest Erich von Mendelssohn aus eigenem Erleben an.
Eines der wichtigsten Projekte von Lietz war die Gründung eines Waisenheimes, verwirklicht im Landwaisenheim Grovesmühle in Veckenstedt 1914.
Leitfaden für sein gesamtes Denken und Wirken waren pädagogische Praxis und ein religiös gefärbter Idealismus, der das Erziehungsideal so setzte: Die Landerziehungsheime stehen grundsätzlich auf evangelisch – christlich und deutsch – germanischem Boden.
Lietz ist der Begründer der deutschen Landerziehungsheimbewegung; weitere Heime wurden später von Gustav Wyneken, Paul Geheeb, Bertha von Petersenn (LEH für Mädchen) und Kurt Hahn gegründet. Der Ausgangspunkt der Landerziehungsheime ist die Kritik an der theoretischen, städtischen und formalen Erziehung der Kinder in der bürgerlichen Gesellschaft.

## Oberleitung der DLEH
In der Geschichte der Hermann-Lietz-Schulen gibt es folgend auf den Gründer und Besitzer Hermann Lietz von 1919 bis 1984 eine Reihe von Oberleitern der gegründeten „Stiftung der Hermann-Lietz-Schulen“. Der erste Oberleiter war noch von Hermann Lietz selbst zum Nachfolger bestimmt worden. Die folgenden Oberleiter wurden nach den Bestimmungen der Satzung eingesetzt und erfüllten ihre Aufgaben entsprechend.
- 1898–1919: Hermann Lietz
- 1919–1944: Alfred Andreesen
- 1944/1945: Franz Windweh
- 1945–1951: Friedrich Christiansen-Weniger
- 1951–1954: Wolfgang Paeckelmann
- 1954–1958: Heinz Dücker
- 1958/1959: Harald Nehrkorn
- 1959–1973: Ernst-Joachim Schaede
- 1973–1976: Meertinus Meijering
- 1976/1977: Raimund Becker
- 1977/1978: Meertinus Meijering
- 1978–1980: Johannes Wilhelms
- 1981: Peter Breuer
- 1981–1984: Otto Herz

Nach 1984 wurde vom Vorstand der Stiftung eine Änderung in der Leitung der Heime beschlossen. Nach dem endgültigen Austritt der HLS Spiekeroog aus der Stiftung bildeten die Leiter der HLS Bieberstein, Schloss Hohenwehrda und Buchenau (Eiterfeld) mit dem Wirtschaftsleiter ein Leitungsgremium. Dies wurde nach der Wende erweitert um den Leiter der wieder gegründeten HLS Haubinda. Die entsprechend notwendige Satzungsänderung wurde von der Stiftungsaufsicht im Jahre 2007 genehmigt.

## Schriften
- Reform der Schule durch Reformschulen. Kleine Schriften. Hg. von R. Koerrenz. Jena 2005 (= Pädagogische Reform in Quellen. Bd. 1)
- Protestantismus als idealistische Pädagogik. Kleine Schriften zur Religion und zum Religionsunterricht. Hg. von R. Koerrenz. Jena 2011 (= Pädagogische Reform in Quellen. Bd. 14).
- Des Vaterlandes Not und Hoffnung. Veckenstedt 1919.
- Lebenserinnerungen. Weimar 1935.
- Freseni. Veckenstedt (Harz) o. J.
- Emlohstobba. Roman oder Wirklichkeit? Bilder aus dem deutschen Schulleben der Vergangenheit, Gegenwart oder Zukunft? Berlin 1897. (Digitalisat)
- Das Jahrbuch D.L.E.H. und die Lietz-Zeitung Leben und Arbeit wurden von Hermann Lietz von 1898 an geführt und enthalten Berichte aus den Landerziehungsheimen von ihm selbst und anderen Autoren, die von Lietz dazu berufen wurden. Lietz gab bis zum 16. Jahrbuch selbst heraus. Leben und Arbeit (LuA) bestand seit 1909 parallel zum Jahrbuch des D.L.E.H. und wurde nach 1919 fortgesetzt vom Verein „Altbürger und Freunde der Hermann-Lietz-Schulen“. Alle Jahrbücher und LuA sind im Original einsehbar, nach Jahrgängen geordnet im Archiv HLS Schloss Bieberstein.